# Jeunes filles japonaises sur le port
Pour plus de détails, voir Fiche technique et Distribution.
Jeunes filles japonaises sur le port (港の日本娘, Minato no Nihon musume) est un film muet japonais réalisé par Hiroshi Shimizu et sorti en 1933.

## Synopsis
Yokohama, années 1930. Dora et Sunako, deux lycéennes, sont amoureuses de Henry. Lorsque Sunako se met à fréquenter le jeune homme, Dora préfère s'effacer devant son amie. Mais l'idylle est de courte durée, Henry a de mauvaises fréquentations et finit par délaisser Sunako. Lorsque celle-ci le surprend avec Yoko dans une église, elle blesse la jeune femme d'un tir de pistolet et s'enfuit de Yokohama. 
Des années passent avant que Sunako ne revienne à Yokohama. Devenue hôtesse de bar, elle habite avec Miura, un peintre sans le sou qui vit à ses crochets. Elle rencontre Henry par hasard, celui-ci est maintenant marié à Dora. Henry se met à boire et à délaisser de plus en plus le domicile conjugal pour chercher la compagnie de Sunako, au grand désespoir de Dora.
Pour préserver le couple de son amie enceinte, Sunako décide de tout plaquer et de prendre le bateau pour les États-Unis.

## Fiche technique
- Titre original : 港の日本娘 (Minato no Nihon musume?)

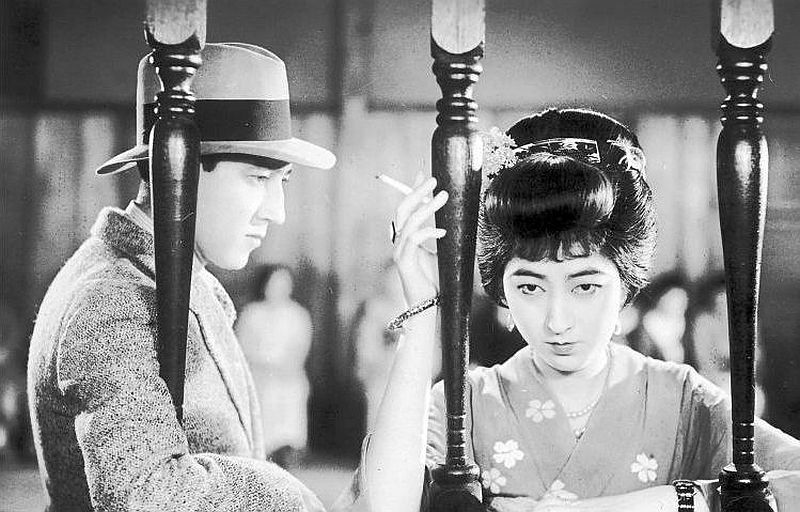
Ureo Egawa et Michiko Oikawa dans Les Jeunes Filles japonaises du port.

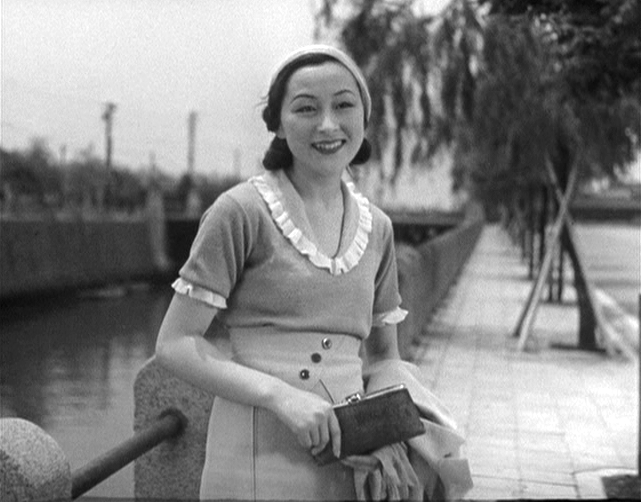
Yumeko Aizome dans Les Jeunes Filles japonaises du port.

- Titre français : Jeunes filles japonaises sur le port[1]
- Titre français alternatif : Les Jeunes Filles japonaises du port[2]
- Titre anglais : Japanese Girls at the Harbour
- Réalisation : Hiroshi Shimizu
- Assistants réalisateurs : Yasushi Sasaki, Takeshi Satō (ja)
- Scénario : Mitsu Suyama, d'après un roman de Tōma Kitabayashi (ja)
- Photographie : Tarō Sasaki
- Décors : Kōtarō Inoue
- Société de production : Shōchiku (studio Kamata)
- Pays d'origine :  Empire du Japon
- Format : noir et blanc — 1,37:1 — 35 mm — muet
- Genre : drame
- Durée : 78 minutes (métrage : huit bobines - 1 952 m[3])
- Date de sortie :
  - Empire du Japon : 1er juin 1933[3]

## Distribution
- Michiko Oikawa : Sunako Kurokawa
- Yukiko Inoue : Dora
- Ureo Egawa : Henry
- Ranko Sawa : Yōko Sheridan
- Yumeko Aizome : Masumi
- Tatsuo Saitō : Miura, le peintre
- Yasuo Nanjō : Harada, le gentleman